# Saffranslav
Saffranslav (Solorina crocea) är en lavart som först beskrevs av L., och fick sitt nu gällande namn av Erik Acharius. Saffranslav ingår i släktet Solorina och familjen Peltigeraceae.  Arten är reproducerande i Sverige. Inga underarter finns listade i Catalogue of Life.

## Källor

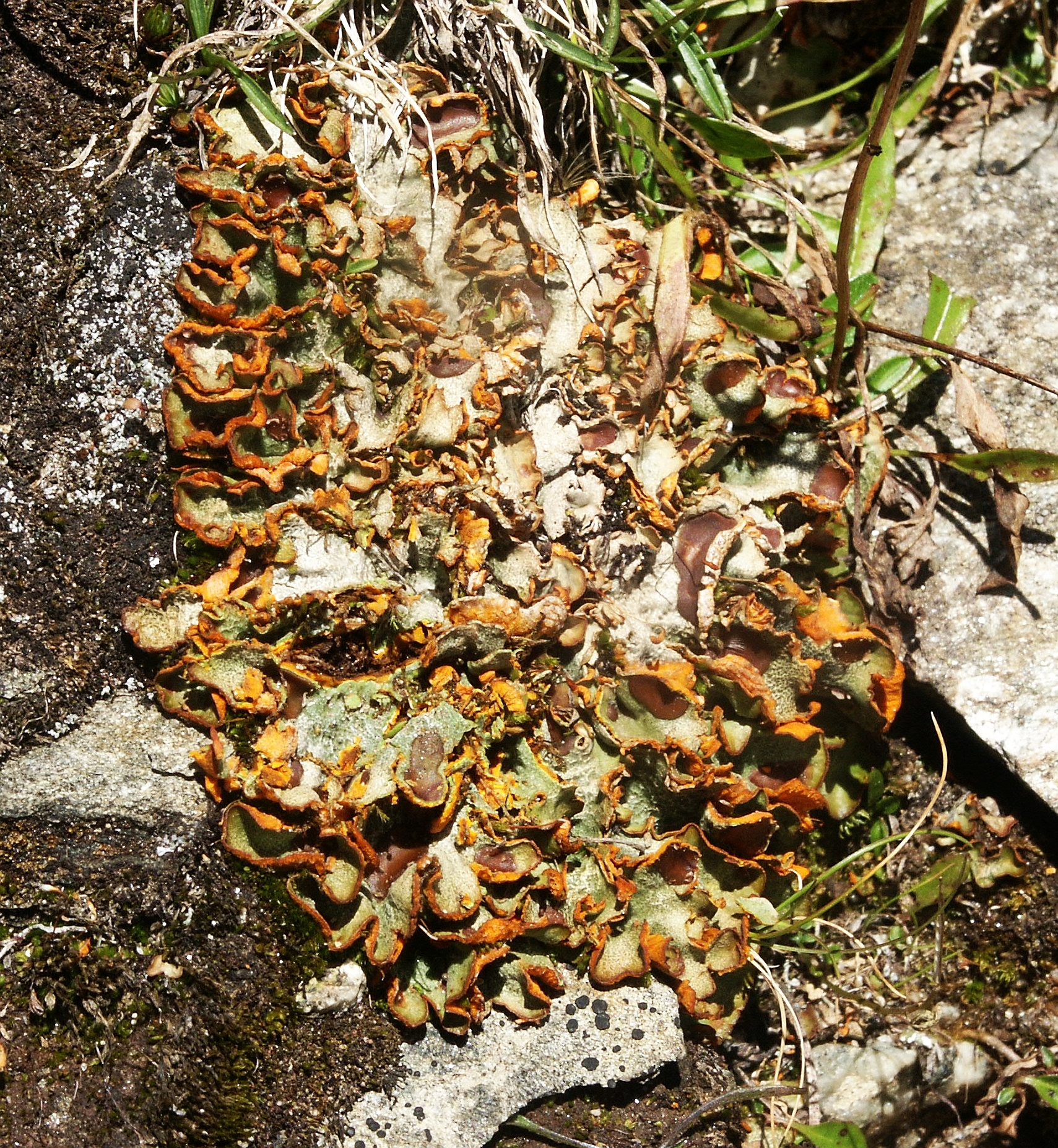
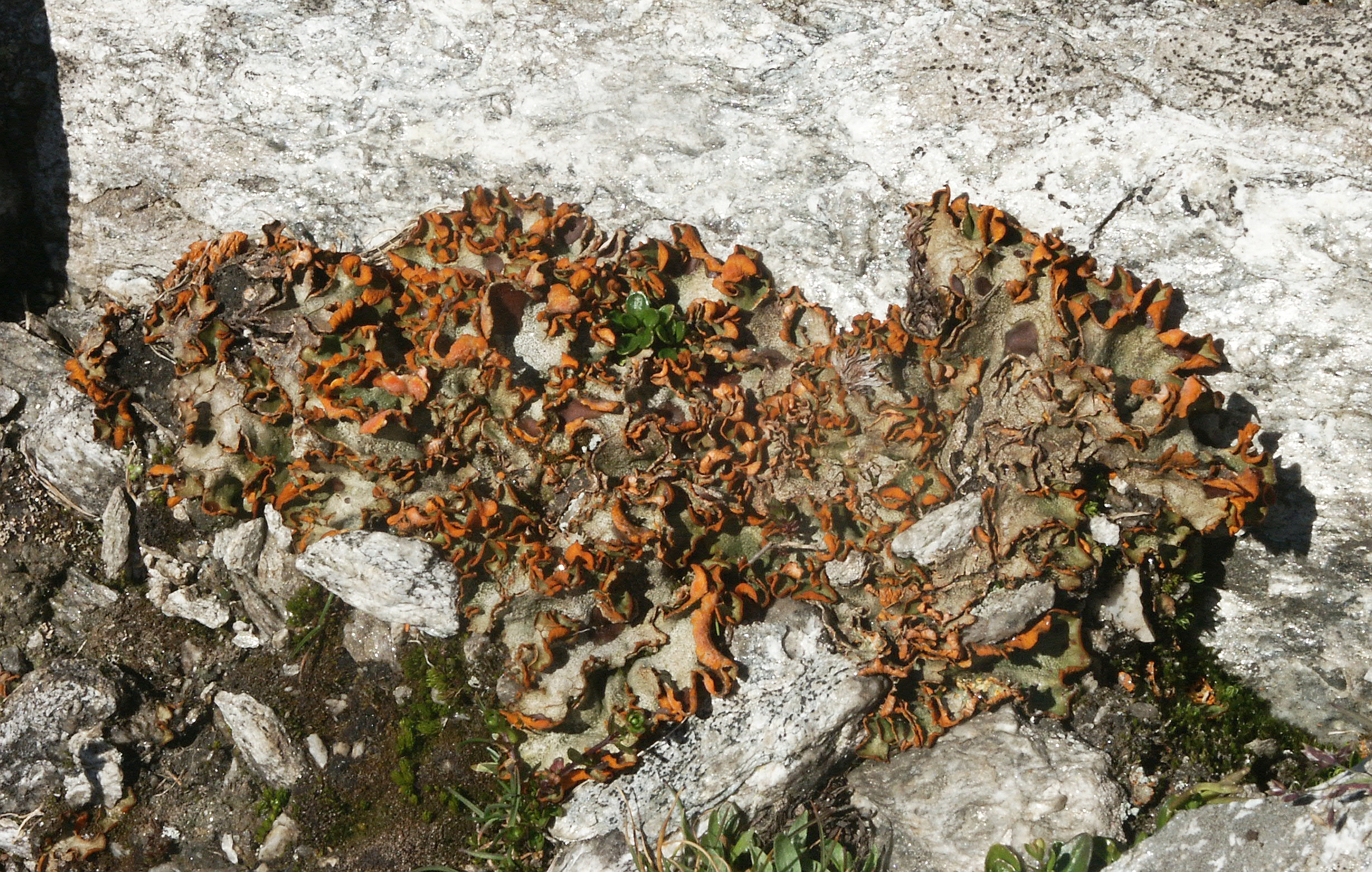
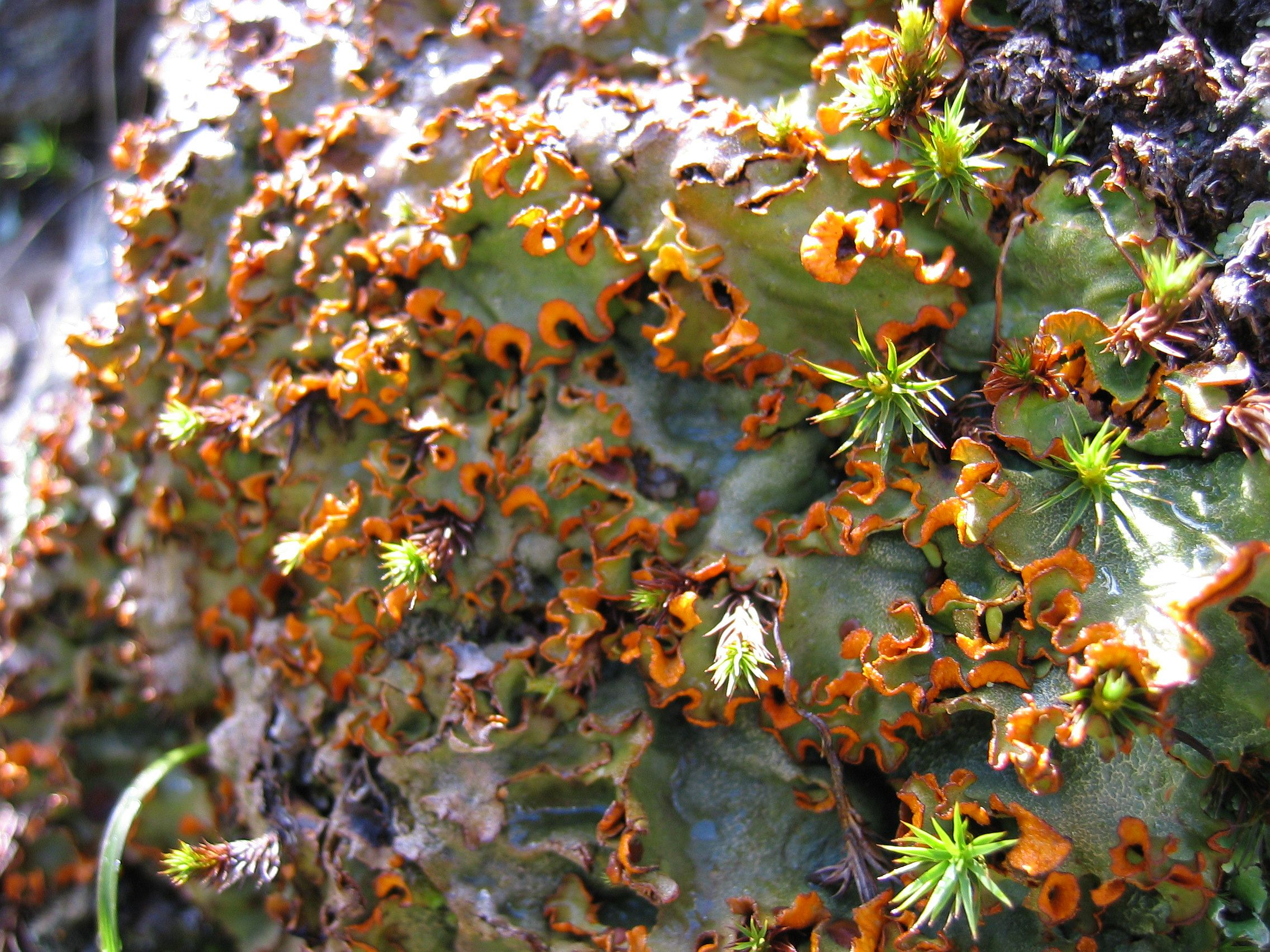